# قصبه چاقا
قصبه چاقا به اویغوری: چاقا يېزىسى)(به چینی: 恰哈乡، به پین‌یین: Qiàhā Xiāng) یک قصبه در چین است که در شهرستان چیرا، ولایت ختن، منطقه سین‌کیانگ واقع شده‌است. قصبهٔ چاقا ۱۵٬۰۱۰ نفر جمعیت دارد.